# Шулганово
Шулга́ново (рос. Шулганово, башк. Шулған) — село у складі Татишлинського району Башкортостану, Росія. Адміністративний центр Шулгановської сільської ради.

## Географія
Село лежить на схилах Південного Уралу, на північний захід від місця впадіння Юрміяза в річку Гарі. Село розташоване у лісистій місцевості з ділянками паші. Від залізничної станція Куєда, як і від районного центру Верхні Татишли, його віддаляють 40 км. Найближчий населений пункт — Чишма — розташоване на відстані усього 1 км в південно-східному напрямку, через річку Гарі.

## Історія
Перші документальні згадки про поселення на річці Гарей відносять до 1795 року. Тоді в селі було лише 22 подвір'я із 86 мешканцями чоловічої статі. Усі вони були башкирами-вотчинниками, які сповідували іслам. Ревізія населення 1834 року показала, що 11,3 % місцевих родин були полігамними. У селі існувала мечеть.
У XIX столітті жителі села займалися сільським господарством, крім того, частину дорослих чоловіків забирали в армію, де вони несли службу на Оренбурзькому кордоні. 1842 року на кожного мешканця припадало по 8,3 пуда ярого й озимого хліба. Окрім землеробства мешканці села займалися скотарством і бджільництвом. З худоби вирощували здебільшого корів, коней та овець, значно менше — кіз. Бджолярі окрім пасік доглядали ще 16 бортей.

## Населення
Населення — 925 осіб (2010; 1038 у 2002, 1278 у 1920, 577 у 1870, 567 у 1859, 291 у 1834).
Національний склад:
- башкири — 97 %

За віросповіданням місцеве населення належить до мусульман-сунітів. Мовою побутового спілкування жителів села є башкирська, у діловому мовленні використовують російську.

## Господарство
В селі діють середня загальноосвітня школа, відділення Сбербанку Росії та пошта.